# Catafratto

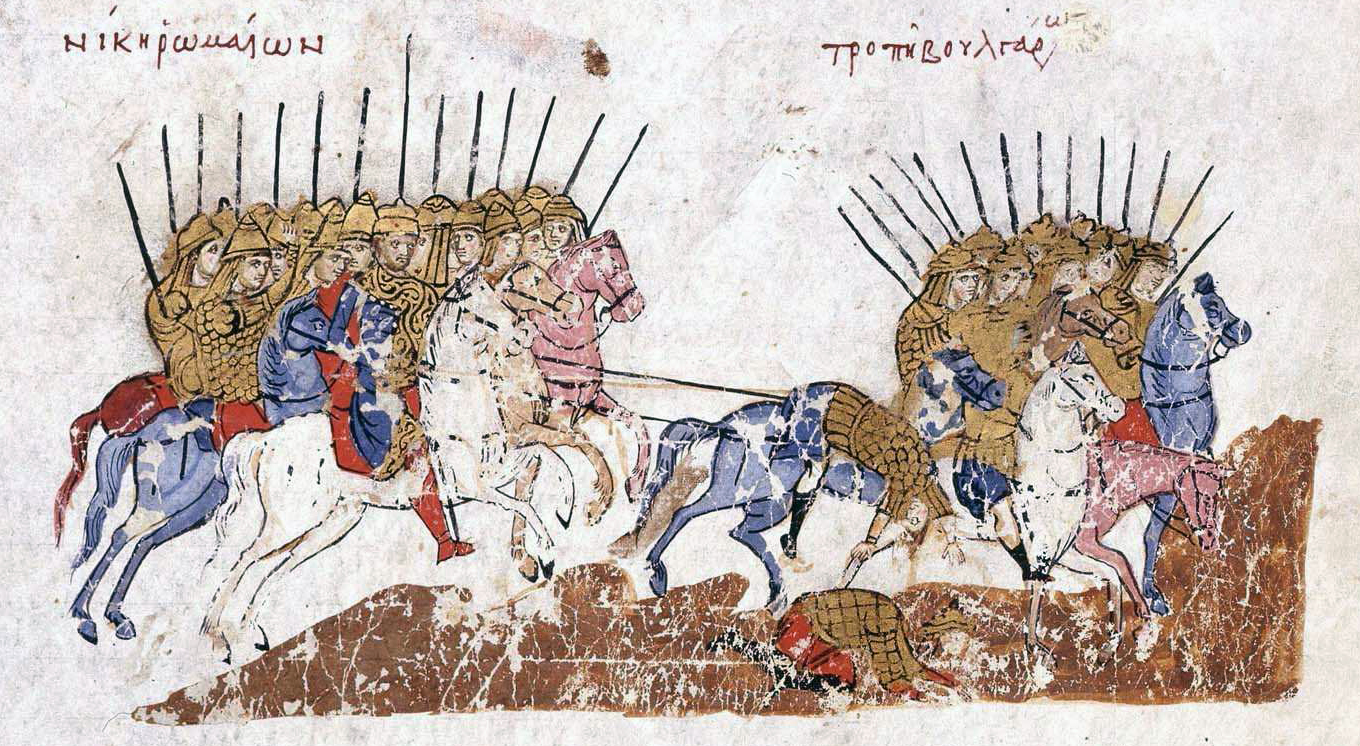
Carica di catafratti bizantini, Cronaca di Giovanni Skylitzes, Codex Graecus Matritensis, Biblioteca Nacional de España, Madrid

Il catafratto (in latino cataphractus; in greco antico: κατάφρακτος?,  kataphraktos, composto di κατά "fino in fondo" e φρακτός "coperto, protetto", a sua volta da φράσσω "coprire, proteggere") era un cavaliere della cavalleria sasanide, di quella dei Parti, di quella tardo-romana, dell'esercito bizantino e di altri eserciti, integralmente coperto da un'armatura di ferro; anche il suo cavallo era coperto da un'armatura di metallo che proteggeva corpo, collo e testa ma non le zampe.
Questo genere di protezione fu adottato dai Persiani, dai Parti, dagli Armeni, dai Greci e dai Romani, fino a giungere (con alcune evoluzioni) al Medioevo; questa milizia fu usata per tutto il Medioevo dai Bizantini.

## Storia

### Epoca ellenistica e partica

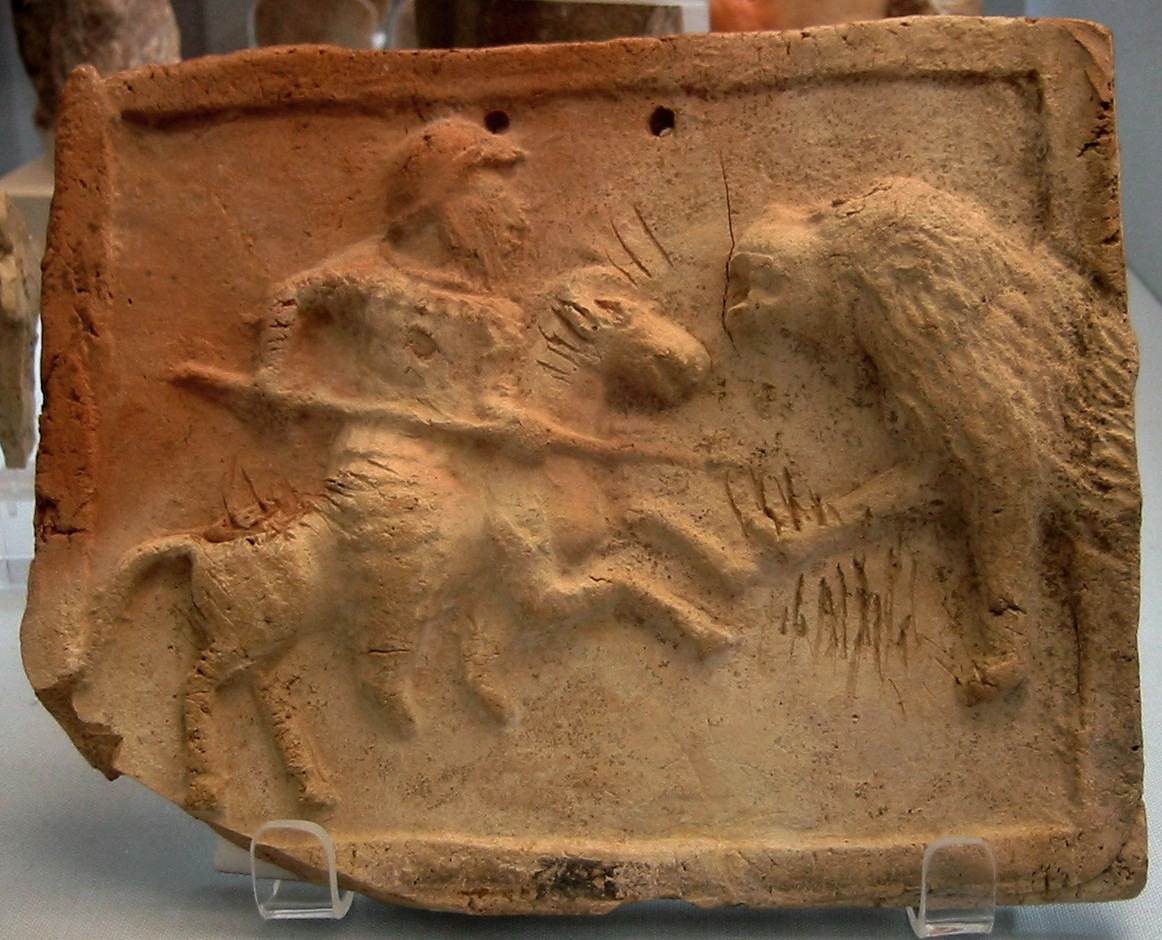
Un catafratto partico che lotta contro un leone

Ai tempi dell'Impero achemenide l'esercito persiano contava di numerosi reparti di cavalleria pesante, anche se nessuno di essi era catafratto. Dopo le sconfitte subite a causa della campagna militare di Alessandro Magno, che causò poi la formazione dei regni ellenistici dei diadochi, tutta l'area asiatica fra gli odierni Turkestan e Iran conobbe uno sviluppo delle tecniche di cavalleria.
Quella macedone, degli hetairoi (lett. "Compagni"), pesante, mobile e basata sui lancieri a cavallo, era divenuta la più potente forza di cavalleria dell'epoca. I popoli di origine iranica come i Parti, gli Armeni o i nomadi Saka risposero corazzando ulteriormente i propri cavalieri, che costituivano la spina dorsale dell'esercito.
Il mondo ellenistico adottò i catafratti tramite due vie differenti:
- Il regno di Battria costituì reparti di catafratti per far fronte agli attacchi dei nomadi asiatici, le cui forze erano composte quasi unicamente da unità di cavalleria. I battriani schierarono in battaglia i "Compagni catafratti" (hetairoi kataphraktoi), equivalenti degli hetairoi di Alessandro. Si trattava di cavalieri dalle armature molto solide e pesanti, bisognosi di cavalli molto robusti, che erano allevati in particolari tenute oggetto continuo di raid e schermaglie da parte della cavalleria leggera nomade. Quando la Battria conquistò la regione settentrionale del subcontinente indiano, dando vita al regno indo-greco, i catafratti entrarono anche nel mondo bellico indiano ma vi divennero preponderanti solo con la conquista Saka e la successiva formazione dell'Impero Kushan.
- L'Impero seleucide, i cui domini comprendevano Asia Minore, Siria, Mesopotamia e Persia, dovette arruolare reparti di catafratti per far fronte alla minaccia dei Parti, popolo iranico che aveva appreso l'uso della cavalleria pesante dai battriani, sul finire del III secolo a.C. Anche se meno protetti di quelli partici e privi della loro letale mazza da mischia, i catafratti seleucidi erano comunque una forza temibile che in più di un'occasione sferrò colpi micidiali ai nemici. L'esempio più famoso del loro utilizzo è però relativo ad una sconfitta, quella della Battaglia di Magnesia contro i Romani. In quell'occasione il re Antioco III Magno riuscì a mettere in rotta e infliggere diverse perdite ai legionari con una carica di catafratti, supportati dalla cavalleria pesante dei Galati e dai carri da guerra. La sua tattica tuttavia gli si ritorse contro quando i cavalli dei carri si imbizzarrirono andando fuori controllo, a causa della pioggia di frecce e di pila scagliati dai romani contro la cavalleria seleucide, che ne uscì decimata. I catafratti seleucidi uscirono definitivamente di scena durante le campagne di conquista in oriente di Pompeo Magno, che corruppe le poche truppe di cavalleria corazzata rimaste all'impero (ormai degenerato in un modesto regno di Siria).

Furono i Parti i veri signori del Vicino Oriente con i loro pesanti catafratti supportati dagli arcieri a cavallo.
Sfruttando le debolezze dell'Impero Seleucide e la sua situazione di lotta costante su ogni fronte, i Parti riuscirono a insediarsi nell'altopiano iranico e poi a conquistare anche la Mesopotamia, dove stabilirono la loro capitale e dove entrarono in conflitto con i romani, che avevano mire sulla regione.
I catafratti partici erano armati di kontos (ovverosia una pesante lancia impugnata a due mani) per la carica iniziale e di mazze per il combattimento corpo a corpo. Indossavano un'armatura che quasi non aveva rivali in quanto a protezione e peso, e i loro cavalli erano bardati nello stesso modo. L'armatura era la loro forza, ma allo stesso tempo impediva loro di muoversi agevolmente e con rapidità.
Essi agivano in stretta cooperazione con gli arcieri a cavallo. Quando i catafratti minacciavano la carica contro i legionari, questi erano costretti a schierarsi a battaglia per evitare di esser travolti. A quel punto potevano entrare in azione gli arcieri a cavallo che tempestavano di frecce i romani fino a quando questi non rompevano le righe rimanendo esposti agli attacchi dei catafratti.
Marco Licinio Crasso, ambizioso e desideroso di ottenere gloria conquistando le regioni orientali, organizzò una nutrita spedizione contro i Parti, supportato dal regno di Armenia. I Parti utilizzarono una tattica "mordi e fuggi", bersagliando il nemico con le frecce e poi ritirandosi. Crasso interpretò questo comportamento come un segno di debolezza da parte dei Parti, come se volessero evitare la sconfitta in uno scontro diretto. Fu però un errore di valutazione che pagò molto caro. Noncurante dei consigli degli armeni, che suggerivano di evitare spaziosi campi aperti e di marciare per una via più lunga ma più sicura attraverso le montagne, Crasso inseguì i Parti fino all'Eufrate. In realtà i Parti l'avevano condotto in una trappola e Crasso lo comprese quando, nel cuore del territorio nemico, con i soldati stanchi per la lunga marcia e la calura, le linee di rifornimento allungate ed il morale basso, i Parti passarono all'azione. Distruggendo le avanguardie con rapide imboscate e decimando la colonna principale con piogge di frecce, riuscirono a bloccare i nemici. Durante lo scontro decisivo nella battaglia di Carre, infine, i catafratti, sfruttando la mobilità della cavalleria in pianura, ebbero facilmente ragione della fanteria romana. L'intera armata venne massacrata e lo stesso Crasso cadde sul campo.
I Romani si presero la rivincita nel 38 a.C. nella battaglia del Monte Gindaro dove Publio Ventidio Basso riuscì a sconfiggere i catafratti grazie alla vantaggiosa posizione tattica in cima all'altura e all'abile impiego in combinazione di frombolieri e fanteria pesante legionaria. Dopo questa vittoria i Romani tentarono una grande campagna d'invasione: Marco Antonio attaccò l'Impero partico passando per l'Armenia e la Media. Il triumviro ottenne alcune vittorie tattiche ma la campagna terminò con un fallimento strategico e l'esercito romano dovette ritirarsi dopo aver subito forti perdite.
Roma non riuscì mai a prevalere in modo definitivo nei confronti dei Parti che, in seguito, vennero sostituiti dai Sasanidi, i quali adottarono le loro tattiche di cavalleria.

### Epoca sasanide

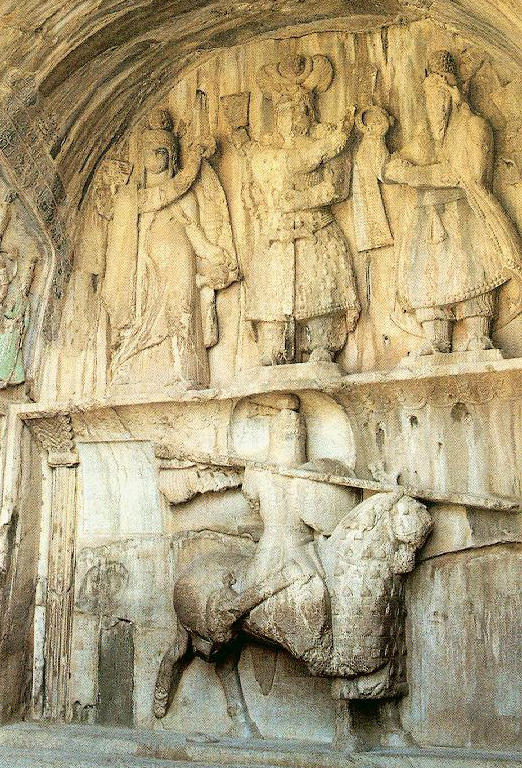
Re persiano vestito da catafratto, della dinastia sasanide (226-637), Kermanshah, Iran

La spina dorsale dell'esercito (in persiano سپاه, "spāh") sasanide era la sua cavalleria pesante corazzata. Essa era composta da nobili che si sottoponevano a un pesante addestramento militare e a manovre di cavalleria, guadagnando un eccezionale livello di disciplina che faceva di loro un autentico corpo d'élite. All'interno della struttura militare sasanide, la cavalleria era l'elemento di maggior peso e le tattiche della cavalleria sasanide furono adottate dai Romani, dagli Arabi e dai Turchi. L'armamento della loro cavalleria, le tattiche belliche,  i loro emblemi, le abitudini, l'etichetta di corte e i loro costumi influenzarono la cultura romano-bizantina. Fu dopo numerose guerre fra Sasanidi e Romani che i Romani cominciarono a capire l'importanza della cavalleria pesante, e presero quindi a riorganizzare le loro unità ispirandosi ai modelli orientali in genere e sasanidi in particolare. Essi chiamarono le neocostituite unità clibanarie, dal nome di un forno, come metaforicamente si intendeva divenissero le pesanti armature, a causa delle alte temperature che potevano raggiungere al loro interno sotto il sole cocente.
Shapur II (Sapore II) riformò l'esercito adottando una cavalleria ancor più pesante e maggiormente efficiente. Queste unità montate indossavano armature di spesse placche di ferro che ricoprivano l'intero corpo. Ciò le rendeva assai simili a statue di ferro che si muovevano. Alcuni cavalieri erano armati di lancia e altri di spada o mazza. Esistono riproduzioni di una simile cavalleria, la meglio conservata delle quali è di Khosrau II (Cosroe II) sul suo cavallo favorito Shabdiz, in un bassorilievo di Taq-e Bostan.
(Ammiano Marcellino, Storie, XXV, 1, 12)
L'equipaggiamento militare dei cavalieri pesanti sasanidi era così costituito:
- Cavalleria clibanaria: elmo, usbergo (Pahlavi griwban ), pettorale, cotta di maglia, guanto protetto (Pahlavi abdast), cintura, cosciali (Pahlavi ran-ban ) spada, mazza, arco con tre elementi e due corde di ricambio, faretra con 30 frecce, due ulteriori corde per arco e copertura corazzata per il cavallo ( zen-abzar ).
- Cavalleria catafratta elmo, usbergo, pettorale, cotta di maglia, guanto protetto, cintura, cosciali, arco con due elementi e due corde di ricambio, faretra con 30 frecce, lancia e armatura per il cavallo ( zen-abzar ); e ciò talvolta s'aggiungeva un lazo ( kamand ) o una frombola con le relative pallottole a sfera.

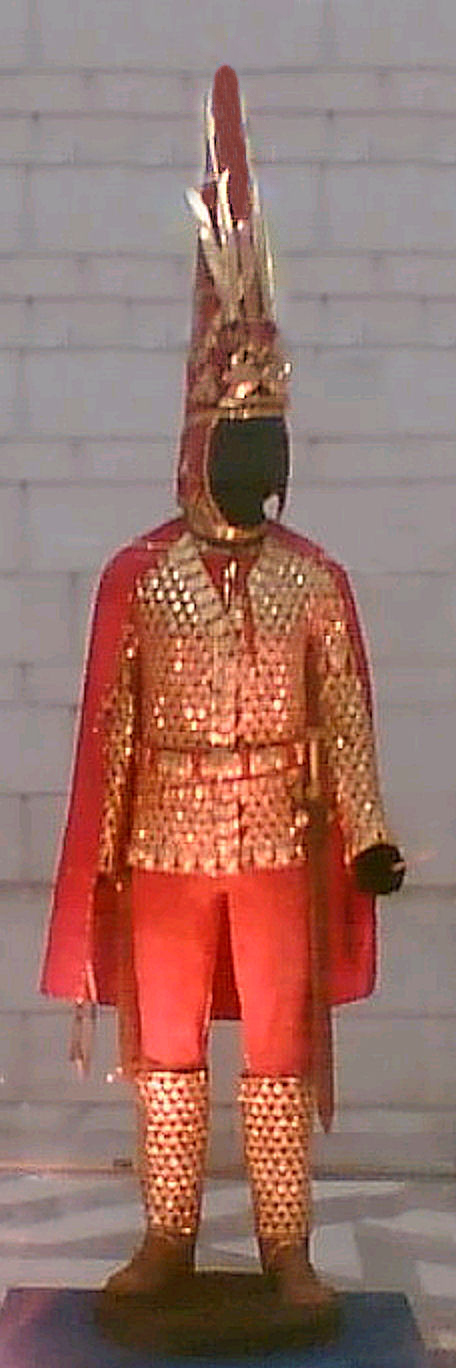
Tenuta cerimoniale di un guerriero catafratto ritrovata in Kazakistan

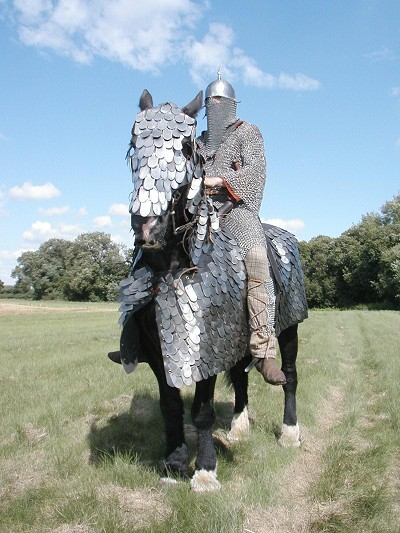
Ricostruzione di un cavaliere catafratto sasanide

Assieme alla cavalleria pesante, esisteva la cavalleria leggera che non era composta da sasanidi ma da soldati reclutati fra i loro alleati, integrati da truppe mercenarie. Gilani, Albani, Eftaliti (Unni bianchi), Kushani e Cazari erano i principali costituenti di queste cavallerie leggere o medie. Esse erano parte integrante dell'esercito (spāh) per la loro resistenza e la loro mobilità sul campo da battaglia.
Entrambi i tipi di cavalleria erano rafforzati da elefanti da guerra e da reparti appiedati di arcieri che rovesciavano sul nemico nugoli di frecce. I reparti con gli elefanti erano schierati in prima linea. Pur non essendo particolarmente numerosi assolvevano assai bene il loro compito, terrorizzando gli avversari o sbandandoli con le loro cariche, riuscendo ad esempio a vincere nella battaglia del Ponte contro gli Arabi per il terrore provocato in essi dalla vista di quei pachidermi lanciati in corsa contro le loro difese, non preparate a un simile urto. La loro efficacia dipendeva però strettamente dalla natura del terreno, che doveva essere in una pianura abbastanza ampia, mentre poco o nulla potevano in terreni rotti, montagnosi o forestati. I reparti con gli elefanti erano guidati da un ben preciso comandante, chiamato Zend−hapet, o "Comandante degli indiani", perché gli animali venivano appunto dall'India, ovvero perché essi erano condotti da mahut, nativi dell'Hindustan. Tali enormi animali agivano da vere e proprie torri mobili sui campi di battaglia e causavano panico e disordine nei ranghi nemici, aprendo varchi nelle linee avversarie entro cui si lanciavano poi le cavallerie.
L'esercito sasanide quindi così si strutturava in battaglia:
1. Guardia degli Immortali
2. Nobili (Azadan) e Savaran (cavalleria d'élite)
3. Elefanti da guerra
4. Cavalleria leggera (armata d'arco)
5. Cavalleria corazzata media (corazzatura di medio spessore e armamento costituito da lancia e scudo)
6. Cavalleria clibanaria (cavalleria pesante armata di mazza e spada)
7. Cavalleria catafratta (Cavalleria pesante armata di lance)

### Epoca romana

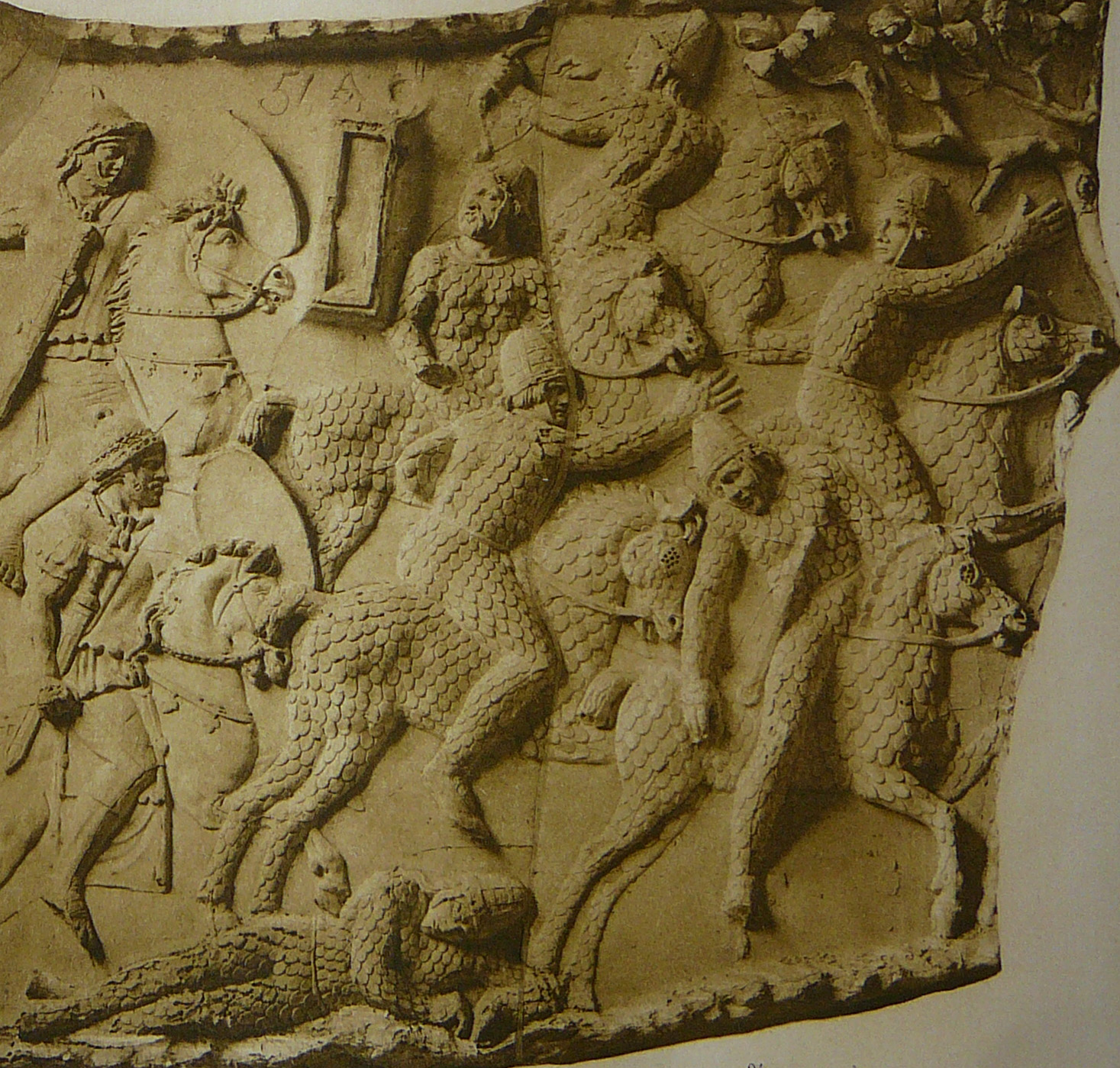
Catafratti tra i sarmati Roxolani che combatterono contro Traiano durante la conquista della Dacia degli anni 101-106

I catafratti entrarono a far parte della cavalleria specialmente in epoca tardo-romana per contrastare le cavallerie di Parti prima, Sasanidi poi, oltre ai Sarmati. Furono gli unici cavalieri che non facevano parte di una particolare squadra di esploratori, ma erano un corpo ben distinto di cavalleria (può essere considerato il primo esistente del genere). I catafratti di epoca romana erano armati con una lancia a due punte (contus) e una spada leggermente più lunga del gladio in dotazione ai legionari (la spatha). Avevano un elmo con pennacchio e con apertura a visiera. La loro corazza proteggeva anche braccia e gambe (si trattava di una evoluzione della lorica squamata).
Le prime unità di catafratti introdotte nell'esercito romano furono create da Adriano. E se si ricordano solo poche unità di Cataphractarii nell'esercito del Principato (fino al 284), furono invece assai più numerose quelle nel tardo Impero romano, soprattutto in Oriente. Se ne registrano ben 19 unità secondo la Notitia Dignitatum, una delle quali era una schola, reggimento di guardie a cavallo imperiale. Tutte queste unità, tranne due, appartenne al Comitatus, con una minoranza tra i Comitatensi palatini, mentre ci fu solo un'unità militare di arcieri catafratti.
(Ammiano Marcellino, Rerum gestarum libri, XVI, 10, 8)

### Epoca bizantina

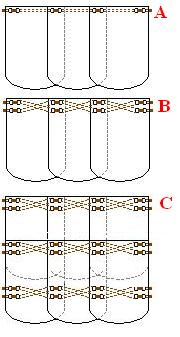
La montatura della corazza del catafratto, e del suo cavallo

In epoca bizantina il catafratto ebbe rinnovato il suo equipaggiamento: venne introdotto l'arco riflesso che i bizantini adottarono dagli Unni e la spada fu sostituita con la sciabola, molto più facile da manovrare in un combattimento a cavallo. Un'altra importante innovazione fu l'uso della lorica hamata: una corazza molto più resistente composta di anelli di metallo. Furono introdotte le staffe e aggiunti i ferri da cavallo. Il catafratto divenne una carta vincente nell'esercito bizantino al punto che una sola manovra di questa cavalleria poteva scompaginare l'esercito nemico e metterlo in fuga prima ancora che la fanteria arrivasse all'attrito. La dottrina militare bizantina, infatti, non prevedeva il concetto di annientamento totale dell'avversario, quanto piuttosto il suo temporaneo indebolimento. In virtù di questo la cavalleria veniva raramente utilizzata per rincorrere gli eserciti nemici in rotta.
Fu grazie al reparto dei catafratti che Belisario riuscì ad ottenere molti successi in Occidente contro gli ostrogoti che erano soliti schierare solamente fanteria e non potevano nulla contro i catafratti. Famoso è l'episodio in cui Belisario a Roma si stava difendendo da un assedio mosso dagli ostrogoti, per mano del loro re, Vitige. Belisario mandò fuori dalla città duecento catafratti armati di arco e freccia, e ordinò loro di scoccare sul nemico tutte le frecce che avevano prima di rientrare in città: essi compirono un massacro, e nessuno di loro ci rimise la vita, perché appena il nemico si avvicinava, arretravano in velocità coi cavalli.
I catafratti venivano riforniti di cavalli provenienti dall'Anatolia. In seguito alla battaglia di Manzicerta nel 1071, nella quale l'esercito dell'Imperatore Romano IV Diogene venne travolto dai turchi selgiuchidi, l'Anatolia fu da questi ultimi conquistata nel giro di pochi anni, segnando la fine del reparto dei catafratti; quelli che restarono furono assorbiti dai reparti di fanteria.

## ClibanariieCatafratti
Si è molto discusso su cosa differenziasse i catafratti dai clibanarii, nell'esercito tardo-imperiale romano. Il clibanus, da cui il nome clibanarii, era un tipo di corazza romana, come indicato dal De rebus bellicis che si differenziava dal tipo "lorica" per una maggiore rigidità e spigolosità; la derivazione etimologica del termine è dibattuta: secondo alcuni il termine clibanus deriverebbe da "grivpanvar" (termine persiano per gorgiera), secondo altri da "kribanos" (termine greco indicante una teglia da forno per il pane e quindi sarebbe stato usato come presa in giro da parte dei romani nei confronti dei cavalieri parti). Qualunque di queste due ipotesi fosse vera indicherebbe comunque l'elemento caratterizzante di questo tipo di corazza ossia la rigidità di una piastra di metallo.
Ammiano Marcellino non fa distinzione tra i due nomi eppure la Notitia dignitatum cita sia:
Ala prima Iovia catafractariorum, Pampane; 
Cuneus equitum catafractariorum, Arubio;
Equites catafractarii Biturigenses;
Equites catafractarii ;
Equites catafractarii Ambianenses;
Comites catafractarii Bucellarii iuniores;
Equites catafractarii Albigenses;
Equites catafractarii iuniores;
Praefectus equitum catafractariorum, Morbio; ''
che
Equites sagittarii clibanarii 
Equites clibanarii 
Comites clibanarii 
Equites primi clibanarii Parthi
Equites Persae clibanarii 
Equites secundi clibanarii Parthi
Equites promoti clibanarii 
Equites quarti clibanarii Parthi
Cuneus equitum secundorum clibanariorum Palmirenorum
Scola scutariorum clibanariorum
È stato ipotizzato che i clibanarii fossero, almeno in origine nel loro impiego da parte dei romani, delle unità fortemente caratterizzate da un profilo etnico (provenienza da popolazioni mediorientali) che forse facevano un uso metodico delle corazze classificate come "clibani". Dei catafratti (intesi come denominazione di reparto di cavalleria) dalla ND sappiamo che fossero impiegati in Tracia e Scizia e quindi potremmo immaginarli come originariamente ispirati alle cavallerie sarmatiche laddove i clibanarii avessero un equipaggiamento e delle tattiche di origine persiana proprio per essere impiegati contro l'impero sasanide. Da notare anche l'associazione del termine "sagittarii" solo ai clibanarii che potrebbe rafforzare l'ipotesi di una differenziazione tra le due denominazioni sulla base dell'equipaggiamento. Vi è un'altra ipotesi, poiché la lorica segmentata è un termine archeologico, e non conosciamo il nome che le davano i romani, ma è stato ipotizzato che fosse, appunto, clibani, clivani, o (specie in zone grecofone) klibania, contrapposta alla lorica squamata tipica invece dei catafractarii (e, sia detto per inciso, degli Alani e di altre popolazioni scitiche).

## Descrizione
Al pari armato e dotato di corazza con lamine di ferro era il suo cavallo. Erano dunque cavalieri equipaggiati con armamento pesante che combattevano armati di lancia.
In battaglia, i catafratti potevano cambiare l'esito della battaglia, grazie alle loro cariche. Venivano utilizzati come un ariete pesantemente corazzato che travolgeva chiunque tentasse di opporsi a loro. Per estensione, il termine "catafratto" si riferisce alla caratteristica di essere corazzati e quindi protetti. Veniva infatti chiamata catafratta anche l'imbarcazione lunga e protetta da una copertura adottata in battaglia da greci e romani, come anche alcuni elefanti indiani da guerra corazzati schierati sul campo da dinastie come quella dei Seleucidi.

## Curiosità
La lucertola armadillo, particolare rettile abitante i deserti dell'Africa meridionale così chiamato per la sua caratteristica posizione di difesa simile a quella dell'armadillo, è definita con il nome scientifico di Cordylus cataphractus.
Il coccodrillo catafratto è un coccodrillo africano definito col nome scientifico di Mecistops cataphractus.